# Klaus von Dohnanyi

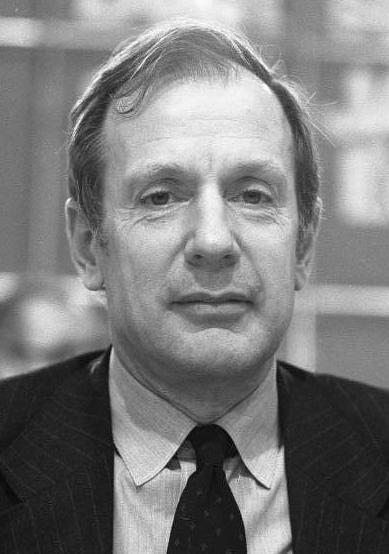
Klaus von Dohnanyi

Klaus von Dohnanyi (Hamburg, 23 juni 1928) is een Duits politicus.
Hij is de zoon van een door Hitler terechtgestelde verzetsman, Hans von Dohnanyi, en Christine Bonhoeffer. Via zijn moeder is hij een neef van de bekende theoloog en verzetsman Dietrich Bonhoeffer (eveneens terechtgesteld).
Na zijn studie rechtsgeleerdheid promoveerde Von Dohnanyi in 1949 aan de Universiteit van München. Hij werkte voor een New Yorks advocatenkantoor en het Max Planck Instituut voor Internationaal Privaatrecht.
Von Dohnanyi was van 1969 tot 1981 lid van de Duitse Bondsdag voor de SPD. Van 1969 tot 1972 was hij bondsstaatssecretaris van Onderwijs en Wetenschappen, gevolgd door het ministerschap van deze portefeuille tot 1974. Van 1976 tot 1981 was hij bondsstaatssecretaris van Buitenlandse Zaken.
Na in 1979 korte tijd in de Landdag van Rijnland-Palts te hebben gezeten, was hij van 1981 tot 1988 Eerste burgemeester van Hamburg.
Von Dohnanyi is lid van de Club van Rome.
- Bibsys: 90370291
- Bibliothèque nationale de France: cb122127530 (data)
- Gemeinsame Normdatei: 117758574
- International Standard Name Identifier: 0000 0001 1080 7826
- Library of Congress Control Number: n84805180
- Nationale Bibliotheek van Letland: 000112022
- MusicBrainz: a77637a7-5b56-475b-8dd0-86111b611229
- Nationale Bibliotheek van Tsjechië: mzk2010616796
- Nationale bibliotheek van Australië: 35944344
- Nationale Bibliotheek van Israël: 987007260550805171
- Nationale Bibliotheek van Polen: a0000002158818
- Nederlandse Thesaurus van Auteursnamen: 067897789
- Réseau des bibliothèques de Suisse occidentale: 02-A003184604
- Système universitaire de documentation: 030780764
- Trove: 1157309
- Virtual International Authority File: 108179519
- WorldCat: E39PBJjHhdKwDrvBJJg88dCPcP